# Distretto di Marcali
Il distretto di Marcali (in ungherese Marcali járás) è un distretto dell'Ungheria, situato nella provincia di Somogy.